# Dat zal ze leren! (Vlaanderen)
Dat zal ze leren! was een televisieprogramma dat vanaf 23 maart 2011 werd uitgezonden op de Vlaamse zender VTM. Het is de Vlaamse versie van het Engelse That'll Teach 'Em. In het programma worden 24 jongeren teruggebracht naar de zeevaartschool Sint-Andreas, een arm internaat uit de jaren vijftig. Ze leven drie weken lang zonder mobiele telefoon, mp3-speler, computer, fastfood en televisie.
Het concept werd al eens eerder uitgezonden op VT4 onder de naam De jeugd van tegenwoordig. Hoewel dit het best bekeken realityprogramma van VT4 was, werd het in 2008 na seizoen drie stopgezet.

## Pupillen
In de Koninklijke Zeevaartschool Sint-Andreas wordt iedereen aangesproken met een nummer. Het is dan ook verboden elkaar aan te spreken met de voornaam.
| Nummer | Naam        | Afgestudeerd?                 | Opmerking                             |
| ------ | ----------- | ----------------------------- | ------------------------------------- |
| 1      | Jarne D     | Afgestudeerd                  |                                       |
| 2      | Jarno H     | Oneervol ontslagen uit school |                                       |
| 3      | Cedric N    | Afgestudeerd                  |                                       |
| 4      | Bjorn VG    | Afgestudeerd                  |                                       |
| 5      | Dries VB    | Afgestudeerd                  |                                       |
| 6      | Dieter M    | Afgestudeerd                  |                                       |
| 7      | Isaïe T     | Afgestudeerd                  |                                       |
| 8      | Glenn V     | Oneervol ontslagen uit school |                                       |
| 9      | Stijn M     | Afgestudeerd                  |                                       |
| 10     | Kristof P   | Afgestudeerd                  |                                       |
| 11     | Wesley C    | Oneervol ontslagen uit school |                                       |
| 12     | Dimitri W   | Afgestudeerd                  |                                       |
| 13     | Joyce S     | Afgestudeerd                  |                                       |
| 14     | Annelieke D | Afgestudeerd                  |                                       |
| 15     | Larissa W   | School verlaten               |                                       |
| 16     | Laura D     | School verlaten               |                                       |
| 17     | Liselot S   | Afgestudeerd                  |                                       |
| 18     | Aline P     | Afgestudeerd                  |                                       |
| 19     | Laurence V  | Afgestudeerd                  |                                       |
| 20     | Silvia V    | Afgestudeerd                  |                                       |
| 21     | Nathalie C  | Afgestudeerd                  |                                       |
| 22     | Amelie VDB  | Afgestudeerd                  |                                       |
| 23     | Anastasia P | Afgestudeerd                  |                                       |
| 24     | Stefanie V  | Afgestudeerd                  |                                       |
| 25     | Mariet V    | Afgestudeerd                  | Toegevoegd na het vertrek van Larissa |
| 26     | Michelle L  | Afgestudeerd                  | Toegevoegd na het vertrek van Laura   |